# Синът на полка (филм, 1946)
„Синът на полка“ (на руски: Сын полка) е съветски игрален филм от 1946 г. Режисьор: Василий Пронин. Филмът е по едноименния разказ на Валентин Катаев.

## Сюжет
По време на Великата отечествена война войниците на Червената армия прибират момче сираче. Той не иска да отиде в тила и става разузнавач с батареята артилеристи. Когато екипажът на батерията загива в битка, Ваня е изпратен в Суворовското военно училище, чиито ученици участват във военния парад на Червения площад.

## Възстановяване
През 1970 г. филмът е възстановен в студиото Мосфилм с нов саундтрак. Гласът на сина на полка Ваня е дублиран от Сергей Чекан, син на Станислав Чекан, който играе войник в този филм. Вячеслав Тихонов, който озвучава капитан Енакиев, участва във възстановяването на филма; Рудолф Панков, който преозвучава сержант Егоров, и Владимир Ферапонтов, който преозвучава ефрейтор Горбунов.